# Ridge Racer (серия игр)
Ridge Racer — серия видеоигр в жанре аркадных автогонок, разработанная компанией Namco. Первая игра серии была выпущена в 1993 году в виде аркадного игрового автомата. Впоследствии она была портирована на игровую консоль Sony PlayStation, а также получила ряд продолжений для игровых автоматов и домашних систем. Большинство игр серии выходили эксклюзивно для некоторых игровых консолей. Некоторые из них также входили в стартовый набор игр, то есть в набор игр, доступных в продаже на момент выпуска игровой консоли.

## Игровой процесс
Все игры серии, начиная с самой первой, используют трёхмерную полигональную графику с текстурами. Все автомобили в играх серии вымышленные. Визуальные повреждения при столкновениях отсутствуют. Дрифт в игре не соответствует законам физики и является важной частью игрового процесса, позволяя рациональнее проходить повороты и пополнять запас системы закиси азота.
Действие игр серии происходит в вымышленном городе Ridge City, находящемся в одноимённом штате в неизвестной стране. Гоночные трассы проложены через город и его окрестности. В новых играх серии появляются новые трассы, но сохраняются трассы из первых двух игр.
Особенностью серии являются виртуальные «королевы гонок» — модели девушек, выполненные с помощью трёхмерной графики, ставшие символами (маскотами) серии игр. Наиболее популярной из них стала Реико Нагасе, созданная штатным дизайнером Namco Кеи Ёшимизу.
Музыка к играм серии создаётся внутренними студиями Namco и выполнена в различных поджанрах электронной музыки — техно, эйсид-джаз и других.
В играх серии часто встречаются отсылки к другим играм Namco — в частности, плакаты с постерами игр.

## Игры серии

### Аркадные автоматы
- Ridge Racer (7 октября 1993) — для аркадной платформы Namco System 22[англ.]
- Ridge Racer Full Scale (1994) — версия Ridge Racer, управляемая настоящим автомобилем
- Ridge Racer 2 (16 июня 1994) — для Namco System 22. Обновлённая версия оригинальной игры с поддержкой многопользовательского режима, новой музыкой и зеркалом заднего вида
- Rave Racer (16 июля 1995) — для Namco System 22
- Pocket Racer (1996) — для Namco System 11[англ.]
- Ridge Racer V: Arcade Battle (2000) — для Namco System 246

### Игровые консоли и компьютеры
- Ridge Racer (1994 в Японии, 1995 в США и Европе) — порт оригинальной игры для PlayStation. Добавлен вид от третьего лица. Игра из стартовой линейки.
- Ridge Racer Revolution (1995 в Японии, 1996 в США и Европе) — для PlayStation. Использует саундтрек аркадной Ridge Racer 2.
- Rage Racer (1996 в Японии, 1997 в США и Европе) — эксклюзивная игра для PlayStation. Появилась возможность приобретения новых автомобилей и улучшений.
- R4: Ridge Racer Type 4 (1998 в Японии, 1999 в США и Европе) — эксклюзивная игра для PlayStation. Использует идеи Rage Racer, но вместо улучшений присутствует выбор из четырёх гоночных команд.
  - Ridge Racer Turbo — версия игры 1993 года с уменьшенным количеством режимов, но с графическим движком с поддержкой затенения Гуро и частотой кадров в 60 к/с. Входила в комплект с R4: Ridge Racer Type 4 на отдельном диске.
- Ridge Racer V (2000) — эксклюзивная игра для PlayStation 2. Имела возможность улучшения автомобиля и соревнования в стиле R4. Входила в стартовый набор.
- Ridge Racer 64 (2000) — для Nintendo 64. Включает трассы из Ridge Racer и Ridge Racer 2, а также собственный набор трасс, расположенных в пустыне.
- Ridge Racer DS (2004 в США) — для Nintendo DS. Порт Ridge Racer 64. Имеет возможность управления с помощью стилуса.
- Ridge Racers (2004 в Японии, 2005 в США и Европе) — эксклюзивная игра для PlayStation Portable. Включает новые автомобили и трассы из предыдущих игр серии.
- Ridge Racer 6 (2005) — эксклюзивная игра для Xbox 360, входила в стартовую линейку игр для консоли.
- Ridge Racers 2 (2006) — эксклюзивная игра для PlayStation Portable, также использует трассы из предыдущих игр серии.
- Ridge Racer 7 (2006) — эксклюзивная игра для PlayStation 3. Присутствует возможность полного изменения автомобилей, с заменой частей корпуса и двигателя, а также раскраской. Является одной из игр стартовой линейки консоли.
- Ridge Racer 3D — разработана эксклюзивно для консоли Nintendo 3DS как одна из игр стартовой линейки.
- Ridge Racer (2011) — разработана эксклюзивно для консоли PlayStation Vita как одна из игр стартовой линейки.
- Ridge Racer Unbounded (2012) — разработана для PlayStation 3, Xbox 360 и PC. Первая игра в серии, созданная западной студией[2].
- Ridge Racer Driftopia (была запланирована на выход в 2013 году, отменена в 2014 году[3]) — разрабатывалась Bugbear Entertainment для PlayStation 3 и PC, должна была распространяться по модели Free2Play.
- Ridge Racer Slipstream (2013) — разработана для Android и iOS[4].
- Ridge Racer Draw & Drift (2016) — разработана для Android и iOS[5].